# Сігге Парлінг
Сігвард "Сігге" Емануель Парлінг (швед. Sigvard Emanuel "Sigge" Parling, 26 березня 1930, Вальбо, Швеція — 17 вересня 2016) — шведський футболіст, що грав на позиції півзахисника.
Виступав, зокрема, за клуб «Юргорден», а також національну збірну Швеції.

## Клубна кар'єра
У дорослому футболі дебютував 1949 року виступами за команду клубу «Юргорден», в якій провів десять сезонів, взявши участь у 195 матчах чемпіонату. 
Протягом 1960—1962 років захищав кольори команди клубу «Сіріус» (Уппсала).
Завершив професійну ігрову кар'єру у клубі «Єфле», за команду якого виступав протягом 1963—1965 років.
Помер 17 вересня 2016 року на 87-му році життя.

## Виступи за збірну

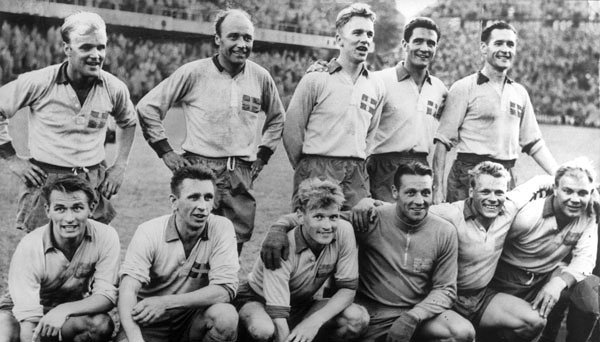
Сігге Парлінг сидить крайній праворуч

1954 року дебютував в офіційних матчах у складі національної збірної Швеції. Протягом кар'єри у національній команді, яка тривала 7 років, провів у її формі 37 матчів.
Дебютував у збірній 19 вересня 1954 року проти Норвегії (1:1), а останній матч провів також проти норвежців 18 вересня 1960 року (1:3).
У складі збірної був учасником чемпіонату світу 1958 року у Швеції, де разом з командою здобув «срібло».
Парлінг є єдиним гравцем «Юргордена», який зіграв у фіналі Кубка світу.

## Титули і досягнення
- Віце-чемпіон світу: 1958
- Чемпіон Швеції (2):

«Юргорден»: 1954–55, 1959